# Almeno tu
Almeno tu è un singolo della cantante italiana Francesca Michielin, pubblicato il 23 settembre 2016 come terzo estratto dall'album di20are.

## Descrizione
Il brano, scritto dalla Michielin e composto da Colin Munroe e April Bender, è stato scelto come tema principale del film Piuma, presentato in occasione della 73ª Mostra internazionale d'arte cinematografica di Venezia. La canzone tratta il tema dell'amore come salvezza per non cadere nel vuoto.

## Video musicale
Il videoclip, diretto dal regista del film Piuma Roan Johnson, è stato pubblicato in anteprima sul sito del Corriere della Sera il 23 settembre. La clip alterna immagini che mostrano la cantautrice mentre galleggia nell'acqua con gli attori del film Luigi Fedele, Blu Yoshimi, Brando Pacitto e Clara Alonso ad alcune scene tratte dal film.

## Classifiche
| Classifica (2016)         | Posizione massima |
| ------------------------- | ----------------- |
| Italia (airplay italiana) | 23                |